# Jean Dubreuil (mathématicien)
Pour les articles homonymes, voir Jean Dubreuil (homonymie) et Dubreuil.
Jean Dubreuil, aussi connu sous le nom de Jean Du Breuil, né le 22 juillet 1602 et mort le 27 avril 1670, est un mathématicien, musicologue, écrivain et essayiste français.

## Biographie
Fils du libraire Claude Du Breuil, il emprunte d'abord la même voie que son père avant de rejoindre la compagnie de Jésus. Il vit ensuite à Rome pendant une grande partie de sa vie, et y étudie notamment l'architecture.[réf. nécessaire]
Il est connu pour ses travaux théoriques et pratiques sur la perspective.

## Travaux

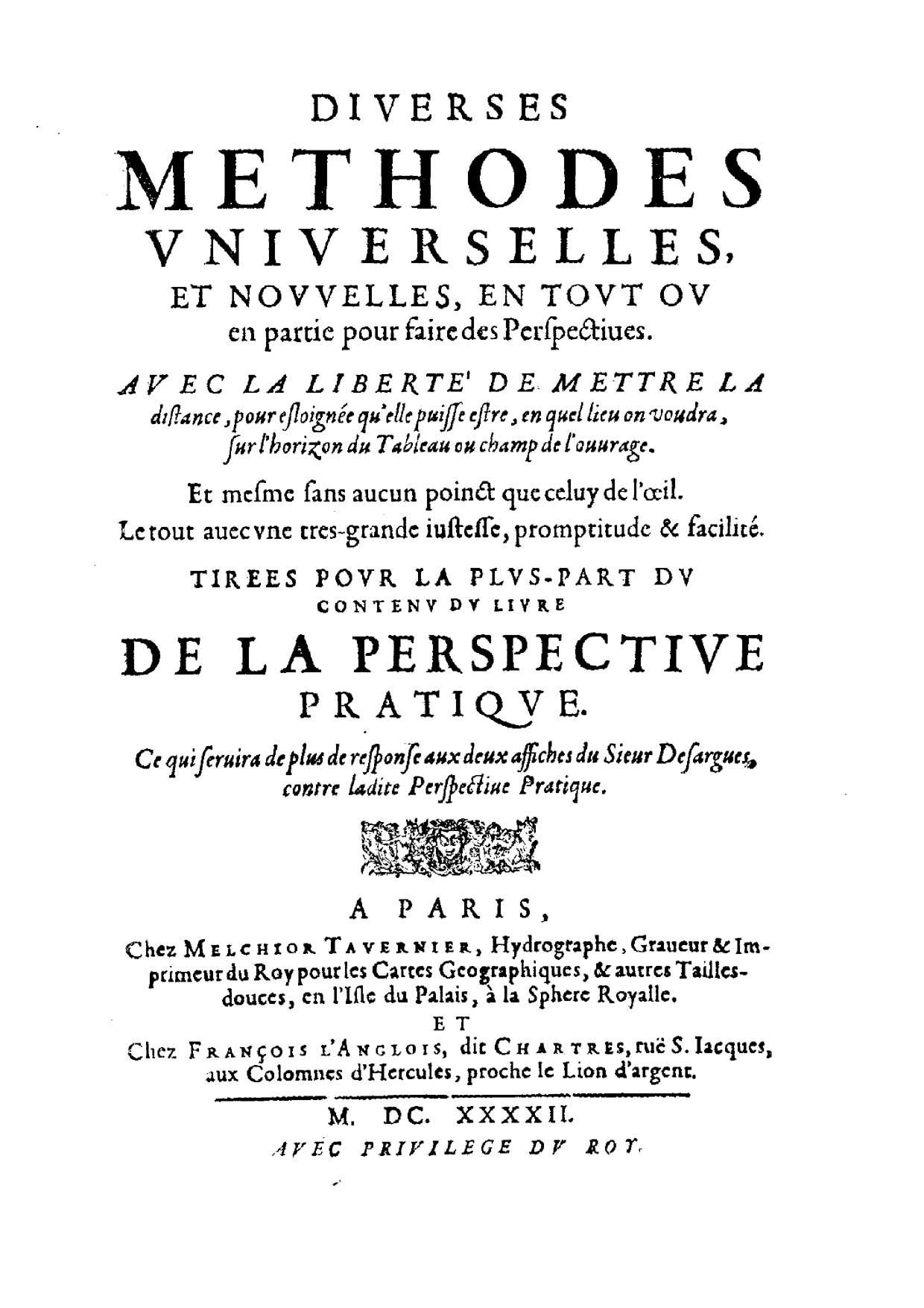
Diverses methodes universelles et nouvelles, en tout ou en partie pour faire des perspectives, 1642

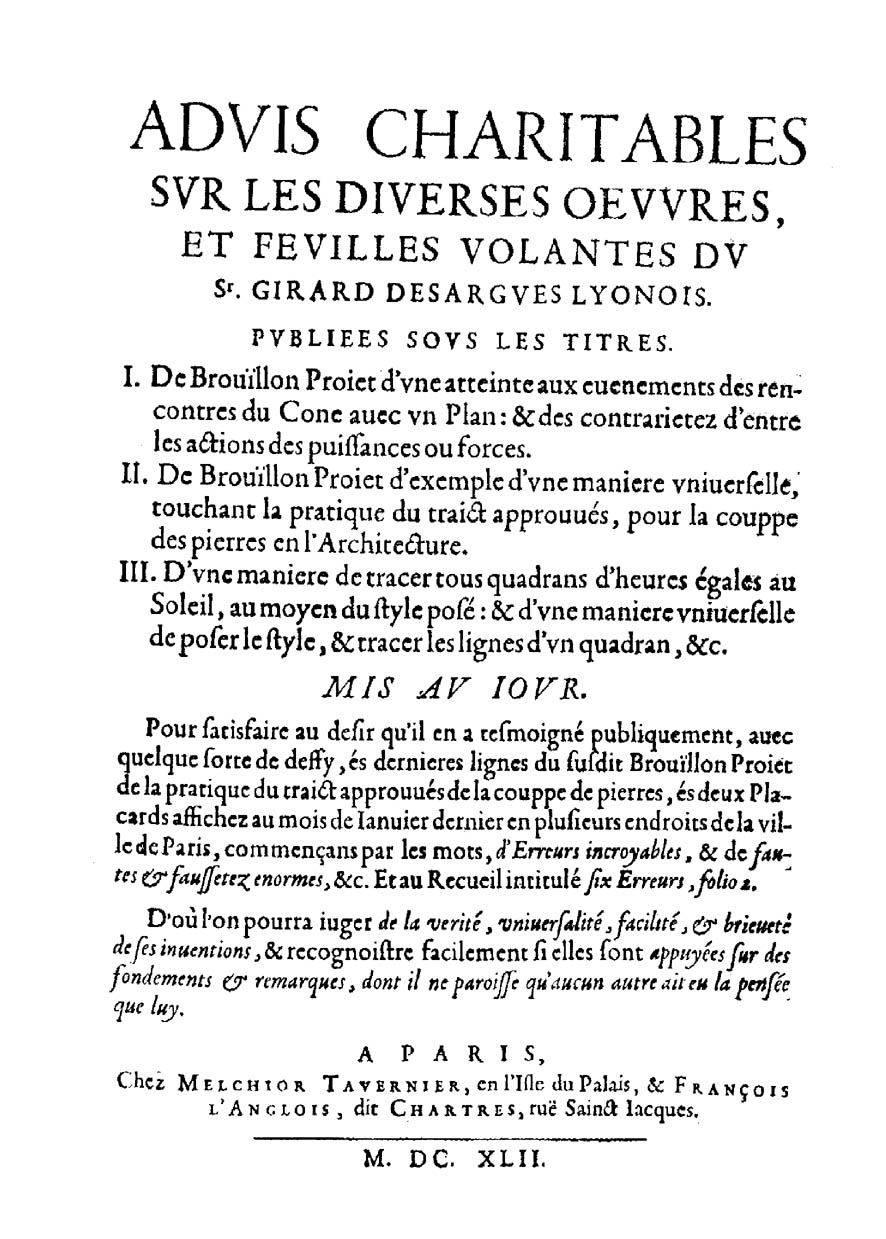
Advis charitables sur les diverses œuvres, et feuilles volantes du sr. Girard Desargues, 1642

- Jean Breuil, Diverses methodes universelles et nouvelles, en tout ou en partie pour faire des perspectives, A Paris, François Langlois, 1642 (lire en ligne)
- Jean Du Breuil, Advis charitables sur les diverses œuvres, et feuilles volantes du sr. Girard Desargues, A Paris, François Langlois, Melchior Tavernier, 1642 (lire en ligne)
- La perspective practique, 1642–1649
- L'Art universel des fortifications